# ツンドラ軌道

ツンドラ軌道のアニメーション。青が地球。水色が離心率0.2、赤色が離心率0.3の軌道。地球中心・地球固定直交座標系 ECEF(earth centered, earth fixed)で表示

ツンドラ軌道（Tundra Orbit）は、対地同期軌道の一つ。
長楕円軌道に分類され、軌道傾斜角は63.4度。周回周期は恒星日に相当する23時間56分である。近地点は24,000km、遠地点は47,000km。ヨーロッパにおける24時間運用を考慮した場合、モルニヤ軌道が4基を必要とするのに対し、3基でまかなえると計算された。
ツンドラ軌道と同種の軌道としては、12時間周期のモルニヤ軌道、16時間周期のTAP（Three APogee：三遠地点）軌道、24時間周期の修正ツンドラ軌道が知られている。
シリウスXMラジオが運用するシリウス通信衛星がツンドラ軌道に投入され、1基あたり16時間の運用で3基による運用体制を構築している。